# آکاماس
آکاماس (‎/ɑːˈkɑːmɑːs/‎؛ یونان باستان: Ἀκάμας، ریشه‌شناسی عامیانه: "خستگی ناپذیر") یک نام که در اساطیر یونانی به چند شخصیت نسبت داده شده‌است. از میان شخصیتهای زیر سه نفر اول در جنگ تروآ حضور داشتند و هومر فقط از میان آنها به نفر اول اشاره نکرده‌است.
- آکاماس، پسر تسئوس، که ویرژیل ذکر کرده که در اسب تروآ حضور داشته است.
- آکاماس، پسر ایسوروس، از تراکیه،آکاماس توسط آژاکس یا اودننیوس کشته شد که او را از ارابه خود بیرون انداخت و در حال افتادن با نوک نیزه اش او را گرفت.
- آکاماس، پسر آنتنور، در کنار اهالی تروآ جنگید و یک یونانی را کشت.
- آکاماس، یکی از خواستگاران پنه لوپه.
- آکاماس، یکی از اهالی تبس که برای تودئوس زمانی که او از تپه بازمی گشت کمین کرده بود . او توسط تودئوس کشته شد.
- آکاماس یکی از اهالی اتولیا که در ارتش مخالفان هفت‌گانه تب حضور داشت.
- آکاماس، یک سرباز در ارتش مخالفان هفت‌گانه تب که در هنگامی که دو ارتش در دروازه‌های شهر به یکدیگر حمله می‌کنند، او اسب سوار تب به نام ایفیس را می کشد.
- آکاماس یا آکامانس، یک سایکلاپس بود که در ساحل شمال شرقی سیسیل زندگی می‌کرد.
- آکاماس، یکی از سگهای آکتئون است.